# William-Adolphe Bouguereau
William-Adolphe Bouguereau (La Rochelle, 30 de noviembre de 1825-La Rochelle, 19 de agosto de 1905) fue un pintor francés, uno de los principales exponentes del academicismo. Alumno de François Édouard Picot en París con 21 años y pensionado en la Villa Médici romana con 25. Hombre fuerte del academicismo francés, primer presidente del departamento de pintura de la Sociedad de Artistas Franceses y gran favorito de la clase adinerada de su época.
En sus pinturas de género realista, utilizó temas mitológicos, haciendo interpretaciones modernas de temas clásicos, con énfasis en el cuerpo humano femenino. A lo largo de su vida, gozó de gran popularidad en Francia y Estados Unidos, recibió numerosas distinciones oficiales y obtuvo elevados precios por sus obras. Como el pintor de salón por excelencia de su generación, fue denostado por la vanguardia impresionista. A principios del siglo XX, Bouguereau y su arte perdieron popularidad entre el público, debido en parte a la evolución de los gustos. En la década de 1980, un resurgimiento del interés por la pintura de figuras llevó a redescubrir a Bouguereau y su obra. Vivió 80 años y terminó 822 cuadros conocidos, pero aún se desconoce el paradero de muchos de ellos.
Ilustres admiradores suyos fueron, por ejemplo, Napoleón III y el pianista y compositor romántico Chopin. Otros grandes artistas contemporáneos como Gauguin, Cézanne o Van Gogh lo aborrecieron o ignoraron.

## Biografía
Bouguereau nació en 1825 en La Rochelle en la costa oeste de Francia, en la región de Poitou-Charentes. Hijo de Théodore Bouguereau, de origen inglés, y Marie Marguérite Bonnin, Adolphe-William fue el segundo de los cuatro hijos de una familia de orientación calvinista, sin embargo a la edad de cinco años fue bautizado en la fe católica. Su padre tenía una modesta vinatería suficiente para mantener un nivel pequeño-burgués.
En 1832 la familia se mudó a Saint-Martin, en la isla de Ré con la intención de abrir un nuevo negocio que no llegaría a prosperar. William, inicialmente inscrito en la escuela local, donde al parecer solía llenar de dibujos sus libros y cuadernos, fue enviado a vivir con su tío Eugène, de 27 años, joven cura en la iglesia de Saint-Étienne en Mortagne sur Gironde, y que posiblemente estimuló su sensibilidad e inquietudes artísticas.
En 1839, Eugène decidió enviar a su sobrino a la escuela de Pons a estudiar arte clásico, religión e historia antigua, entre otras materias. Más tarde, con 16 años, Bouguereau tomó clases de dibujo con Louis Sage, discípulo de Ingres.

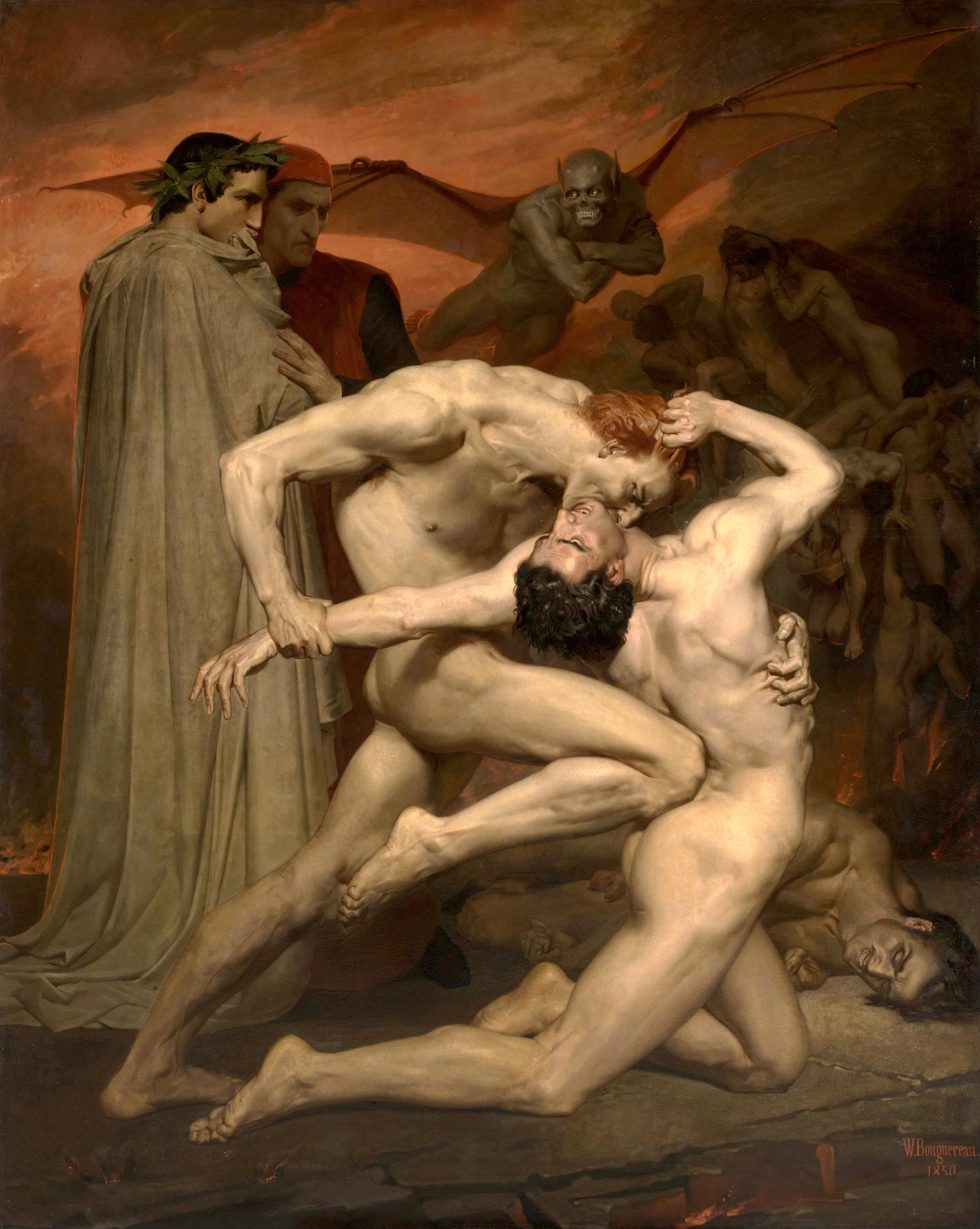
Dante y Virgilio en el infierno (1850).

En 1841, la familia volvió a reunirse para trasladarse a Burdeos, donde el incipiente pintor tuvo que hacerse cargo de la contabilidad del nuevo negocio familiar, un comercio de aceite de oliva, y llevar la contabilidad de un taller vecino. A condición de que no descuidara sus obligaciones y no se convirtiera en 'artista', su padre finalmente lo dejó inscribirse en la escuela municipal de arte, donde fue admitido en las clases avanzadas de Jean-Paul Alaux, dos horas diarias. Sus grandes aptitudes le permitieron entrar en la prestigiosa École des Beaux-Arts de París, a pesar de la inicial oposición paterna y gracias al apoyo de su tío, cuya ayuda le permitió pasar tres meses en Mortagne pintando retratos de personalidades de Saintonge, y ahorrar 900 francos. Gracias a una carta de recomendación de Alaux, obtuvo empleo en el estudio de pintura de Picot en París, donde, según su propio testimonio, trabajó como un esclavo sin apenas tiempo para dormir. Finalmente, en el mes de abril de 1846, William fue aceptado en la École des Beaux-Arts. En 1850 ganó el Grand Prix de Rome y con ello una beca para estudiar en Roma.
Los ganadores del Grand Prix eran enviados a la Villa Médici. Durante tres años y cuatro meses viajó por Italia pintando copias de obras maestras. De vuelta en París, consiguió una segunda medalla en el Salón de 1854. Su popularidad y prestigio académicos crecieron rápidamente. En 1857 el emperador Napoleón III le encargó un retrato de sí mismo y de la emperatriz, así como la pintura histórica Napoléon III visitando las inundaciones de Tarascon.
El 8 de enero de 1876, Bouguereau fue elegido miembro de la Academia francesa de Bellas Artes. En 1881 el gobierno francés entregó el control administrativo del Salón a los artistas, como resultado de ello se fundó la Sociedad de Artistas Franceses y Bouguereau fue elegido el primer presidente del capítulo de pintura.
En 1903 fue nombrado "Gran Oficial" de la Legión de Honor y se le invitó a participar en la conmemoración del centenario de la Villa Médici. En esa época recibía invitaciones de toda Europa, que a petición del pintor su esposa Elizabeth rechazaba sistemáticamente para poder atenderle: a finales de 1903 su precaria salud ya le impedía escribir o pintar. Murió de un problema cardíaco, en su casa de La Rochelle, la noche del 19 de agosto de 1905.
Bouguerau estuvo casado en segundas nupcias con otra artista, Elizabeth Jane Gardner, cuya influencia permitió que las instituciones de arte francesas se abrieran por primera vez a las mujeres que pintaban realismo burgués. En compensación, las obras de Bouguereau fueron muy apreciadas y económicamente valoradas por la alta burguesía de los Estados Unidos, país de origen de su esposa.

## Estilo

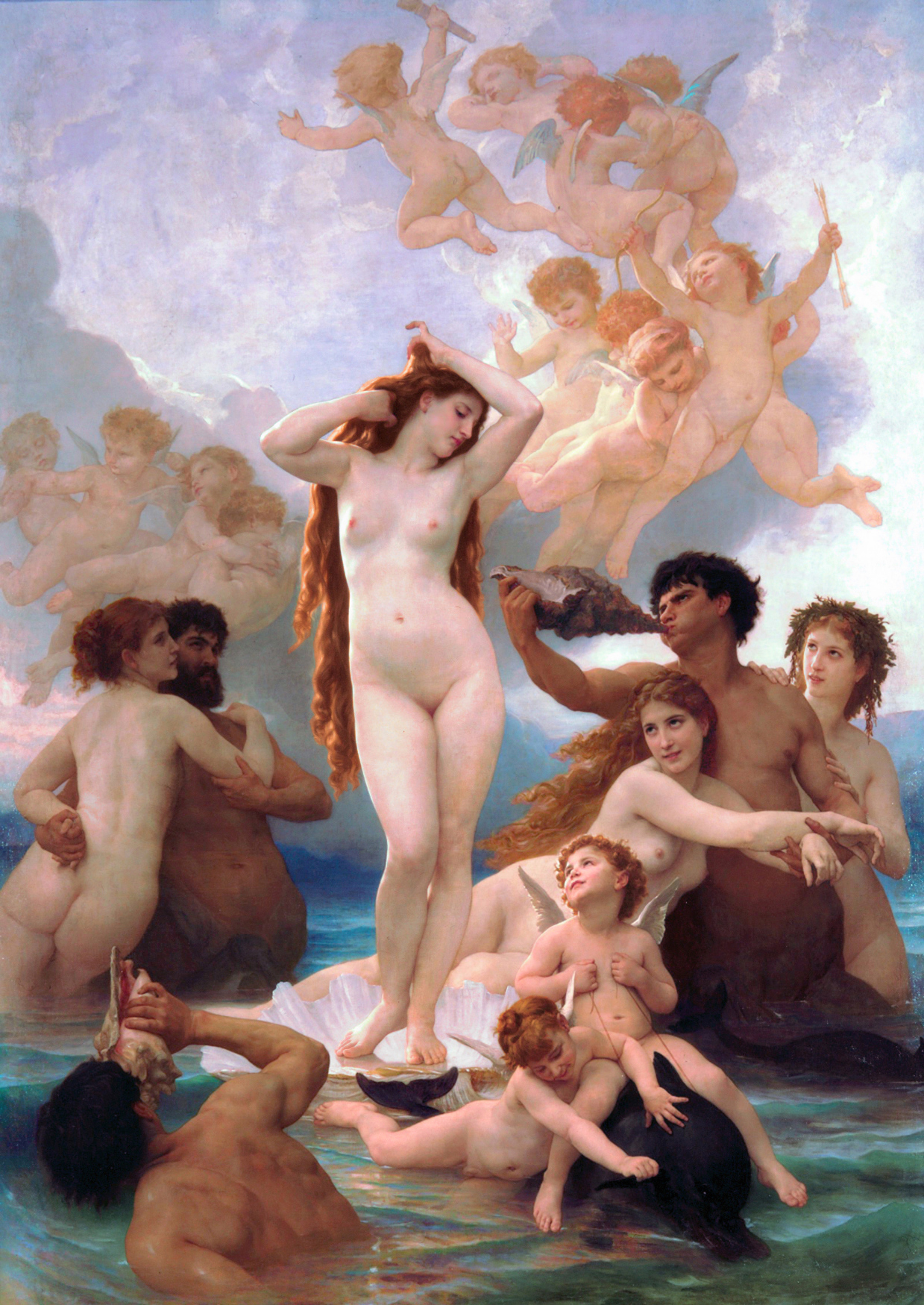
El nacimiento de Venus (1879).

El analista y crítico de arte inglés Ian Chilvers, define a Bouguereau como pintor de «retratos de aspecto fotográfico, obras religiosas hábiles y sentimentales y desnudos tímidamente eróticos», como un bello prototipo del dominio de las técnicas pictóricas academicistas y de las claves sociales de la hipocresía burguesa.
Pintor de indudables dotes e influencia social mientras vivió, Bouguereau fue —como explican Edward Lucie-Smith y Stephen F. Eisenman en sendos estudios de la historia crítica de la pintura del siglo XX— uno de los más hábiles artistas de su época a la hora de pintar lo que el burgués quería mirar: mujeres hermosas y rotundas, tiernas adolescentes, niñas pobres encantadoras y muy limpias. Concluye Eisenman, que contemplando sus cuadros, el burgués más ignorante entendía la fastuosidad de la mitología clásica y llegaba a la tranquilizadora conclusión de que la vida del campesino es el jardín del Edén.
De carácter beligerante desde niño y soberbio desde sus primeros éxitos oficiales —según relatan sus biógrafos—, Bouguereau se convirtió en un enemigo temible y despiadado con todo aquel que no viese y reconociese su esfuerzo artístico con la referida 'mirada burguesa neutra'. Cezanne lamentó en cierta ocasión haber sido excluido del «Salón de Monsieur Bouguereau» (refiriéndose a la anual convocatoria de la Academia).
Chilvers, en su Diccionario de arte, citando al escritor francés J.-K. Huysmans, concluye sobre Bouguereau: «condenado durante años como maestro en la jerarquía de la mediocridad y enemigo de todas las ideas progresistas», recuperó en el último tercio del siglo XX cierto prestigio, respaldado por la edición lujosa de su obra y los altos precios alcanzados en las subastas.

## Obras de Bouguereau en España
La presencia de pinturas del artista en museos españoles parece limitarse a tres ejemplos: un desnudo femenino (Bañista) en el Teatro-Museo Dalí de Figueras, la escena de interior El voto en Sainte-Anne d'Auray (c. 1870) del Museo de Bellas Artes de Bilbao, adquirida en 2023 con fondos del legado de una benefactora, Begoña María Azkue, y Bacante (h. 1890) en el Museo Abelló de Mollet del Vallès (Barcelona).

## Reputación

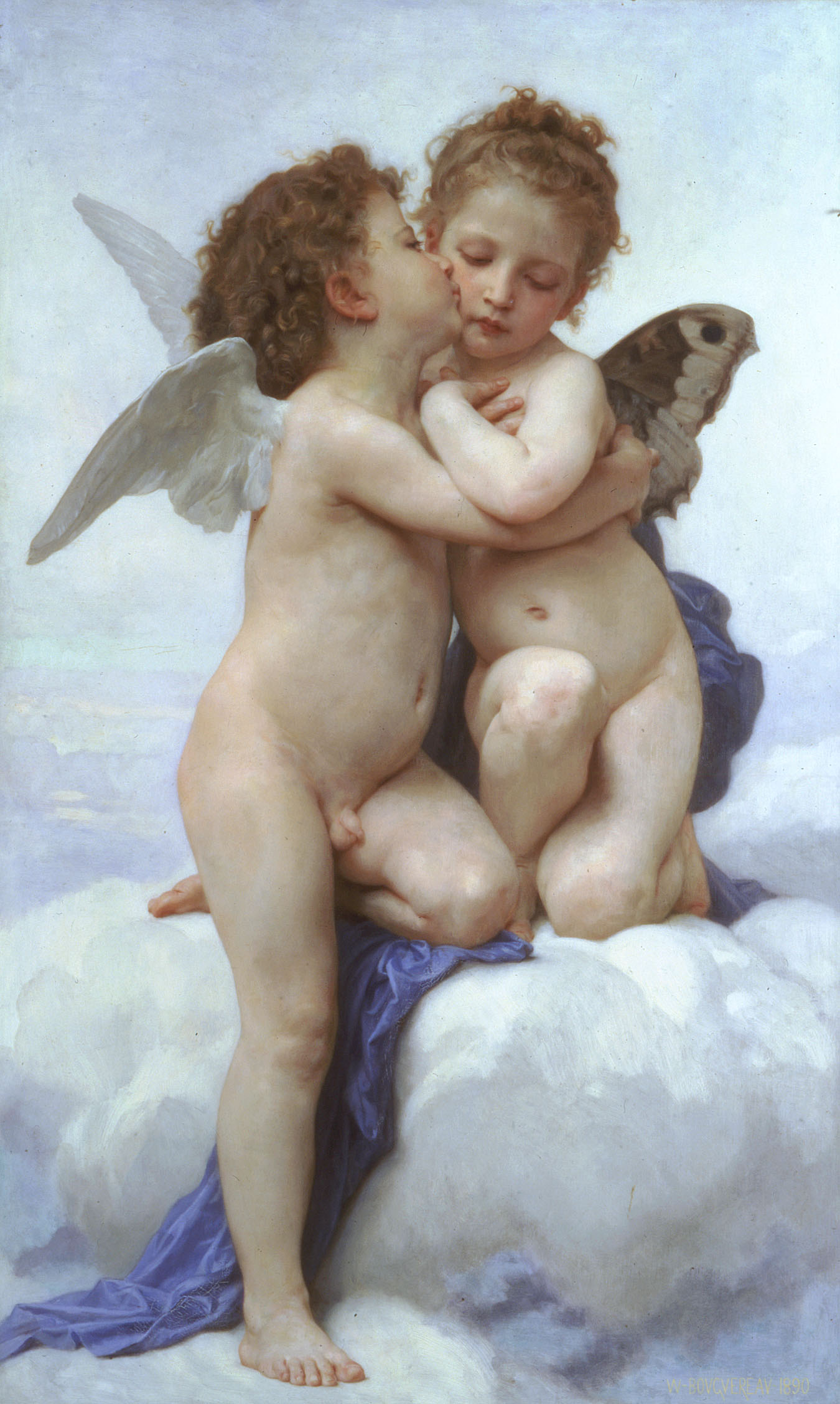
El primer beso (1890)

En su propia época, Bouguereau era considerado uno de los mejores pintores del mundo por la comunidad artística académica y, al mismo tiempo, era vilipendiado por la vanguardia. También adquirió gran fama en Bélgica, Países Bajos, Portugal, España, Italia, Rumanía y Estados Unidos, y su obra alcanzó precios elevados. A menudo sus obras se vendían a los pocos días de terminarlas. Algunas eran vistas por coleccionistas internacionales y compradas incluso antes de que la obra estuviera terminada.
La carrera de Bouguereau fue casi un ascenso directo sin apenas contratiempos. Para muchos, era la personificación del gusto y el refinamiento, y del respeto por la tradición. Para otros, era un técnico competente anclado en el pasado. Degas y sus colaboradores utilizaban el término «Bouguereauté» de forma despectiva para describir cualquier estilo artístico basado en «superficies resbaladizas y artificiales», también conocido como acabado «lamido» (esto es, uno donde las pinceladas son invisibles). En una carta de 1872, Degas escribió que se esforzaba por emular el estilo de trabajo ordenado y productivo de Bouguereau, aunque teniendo en cuenta el famoso ingenio mordaz de Degas y las tendencias estéticas de los impresionistas, es posible que esta afirmación pretendiera ser irónica.Paul Gauguin le detestaba, calificándole con un cero absoluto en su ensayo Racontars de Rapin (Relatos de un aficionado) y describiendo más tarde en Avant et après (Diarios íntimos) que la única ocasión en que Bouguereau le hizo sonreír fue al toparse con un par de sus cuadros en un burdel de Arles, «donde pertenecían».
Las obras de Bouguereau eran compradas con avidez por millonarios estadounidenses que le consideraban el artista francés más importante de la época. Por ejemplo, Ninfas y sátiro fue adquirida primero por John Wolfe, y luego vendida por su heredera Catharine Lorillard Wolfe al hotelero Edward Stokes, que la expuso en el Hoffman House Hotel de Nueva York. Dos cuadros de Bouguereau que se encontraban en la mansión de Leland Stanford en Nob Hill fueron destruidos en el terremoto de San Francisco de 1906. El magnate de la fiebre del oro James Ben Ali Haggin y su familia, que normalmente no compraban desnudos, hicieron una excepción con el Ninfeo de Bouguereau.
Sin embargo, incluso en vida del pintor, hubo discrepancias críticas a la hora de valorar su obra. El historiador del arte Richard Muther escribió en 1894 que Bouguereau era un hombre «desprovisto de sentimiento artístico, pero poseedor de un gusto culto [que] revela... en su débil empalago, la fatal decadencia de las viejas escuelas de convención». En 1926, el historiador del arte estadounidense Frank Jewett Mather criticó la intención comercial de la obra de Bouguereau, escribiendo que el artista «multiplicó vagas y rosadas efigies de ninfas, les puso algo encima ocasionalmente, cuando se convirtieron en santas y madonnas, pintó a la gran escala que domina una exposición, y ha tenido su recompensa. Estoy convencido de que el desnudo de Bouguereau estaba predispuesto a satisfacer los ideales de un corredor de bolsa neoyorquino de la generación del nogal negro». Bouguereau admitió en 1891 que la orientación de su obra de madurez era en gran medida una respuesta al mercado: «Qué esperabas, hay que seguir el gusto del público, y el público solo compra lo que le gusta. Por eso, con el tiempo, cambié mi manera de pintar».

## Galería

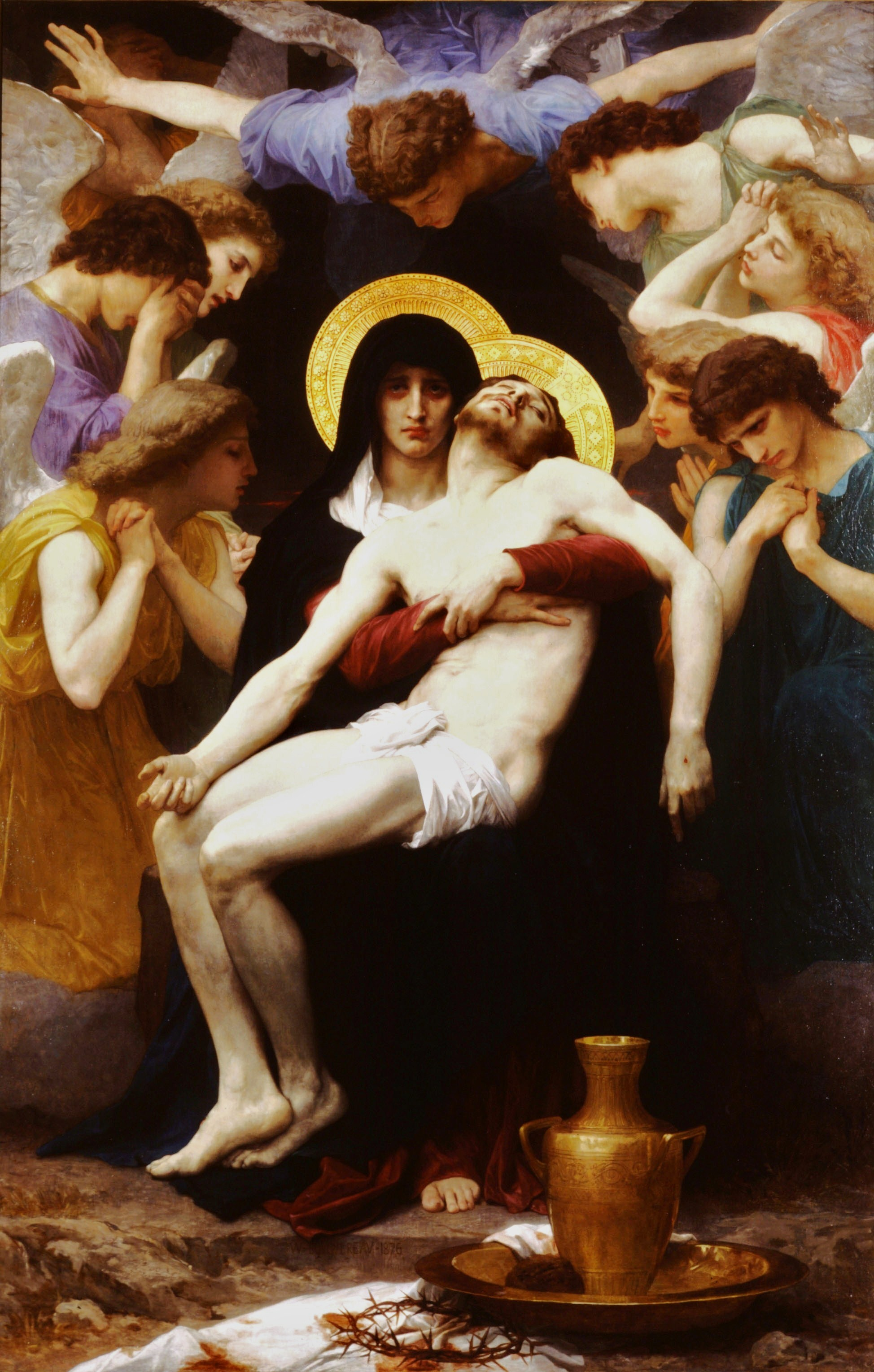
Piedad, 1876
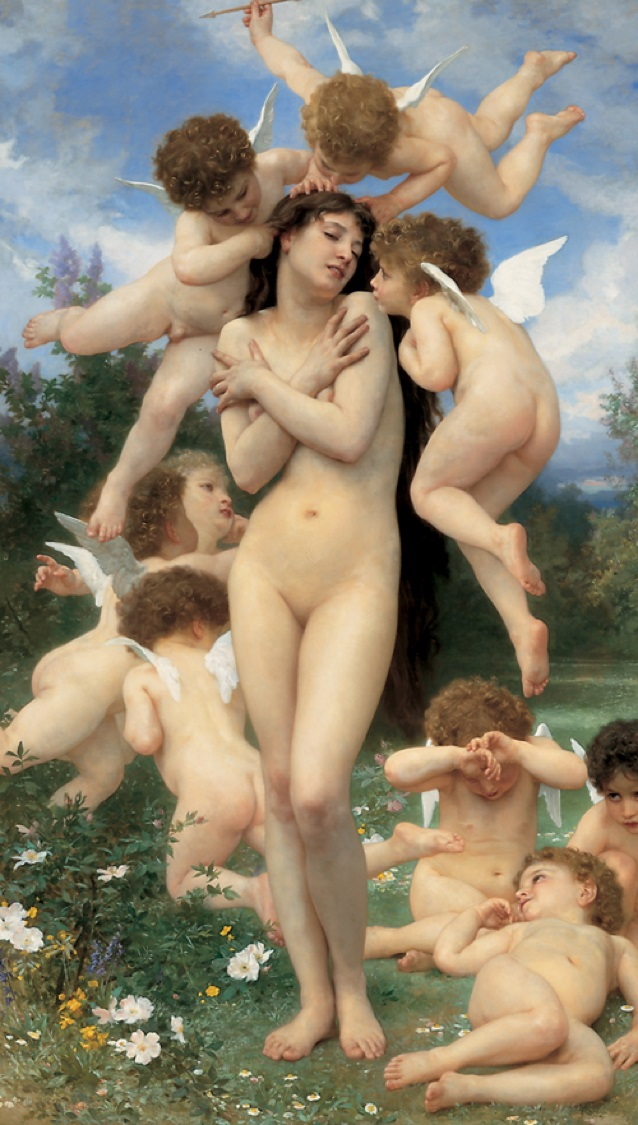
La primavera, 1886
El rapto de Psique, 1895
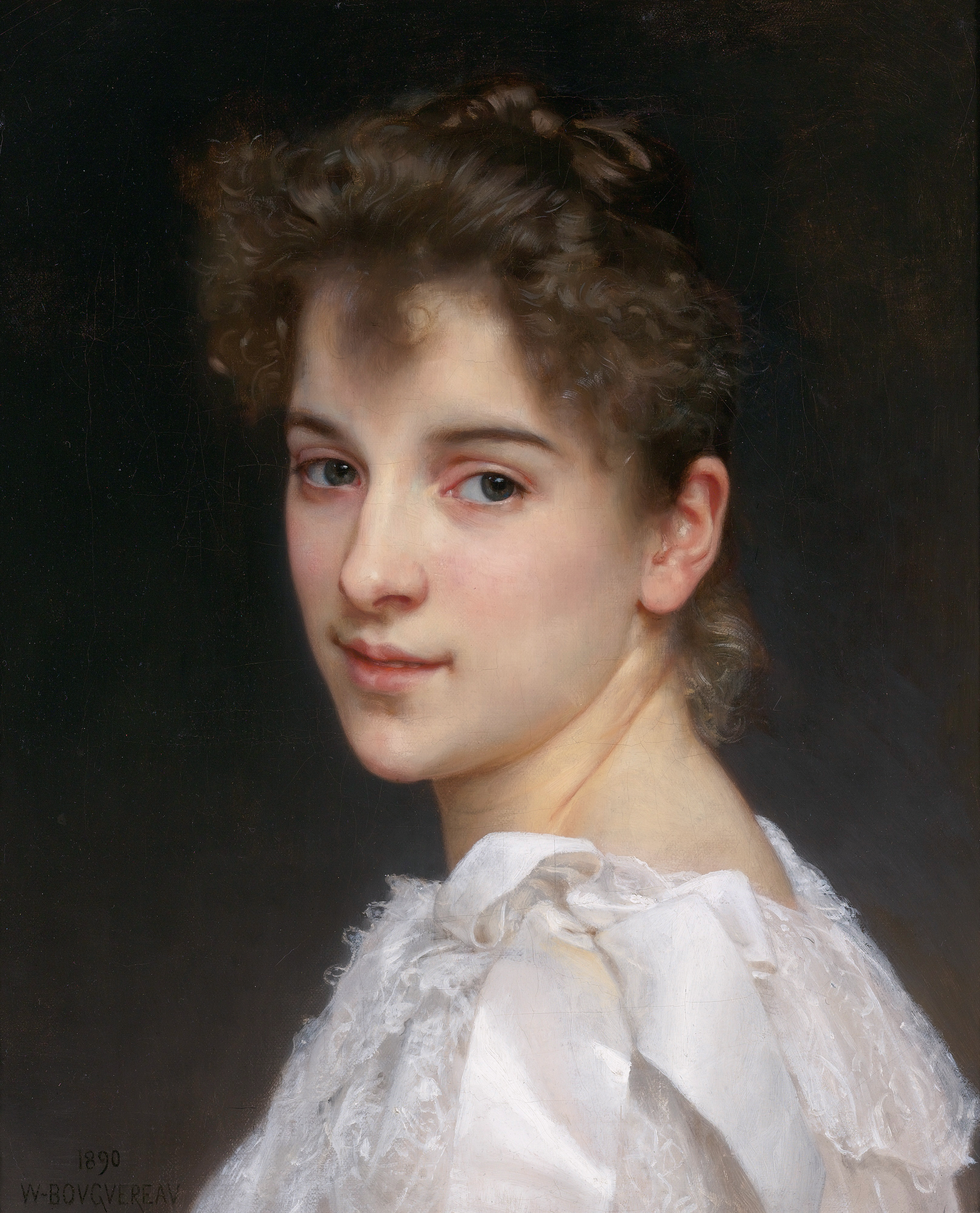
Gabrielle Cot, 1890
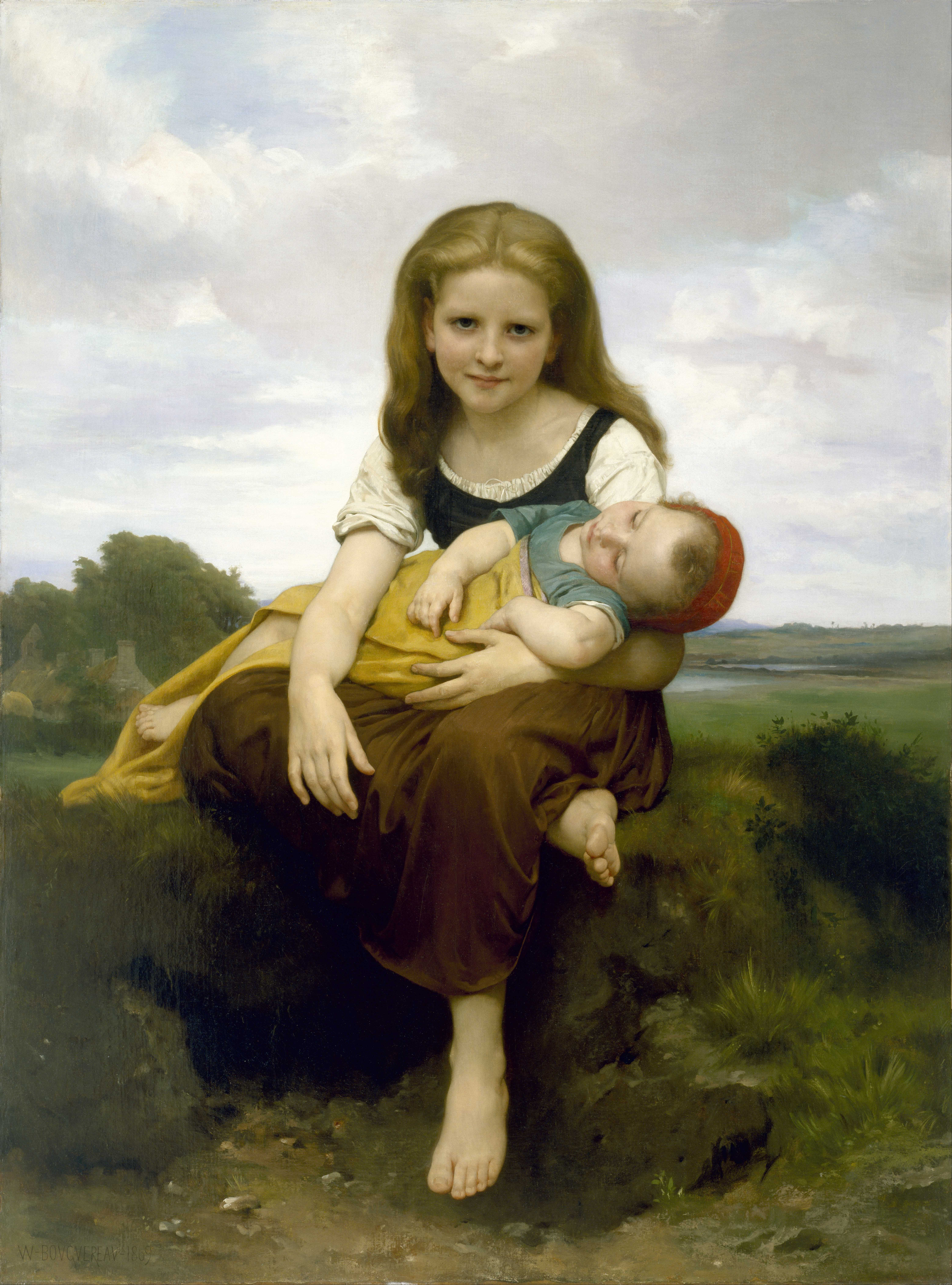
La hermana mayor (1869)
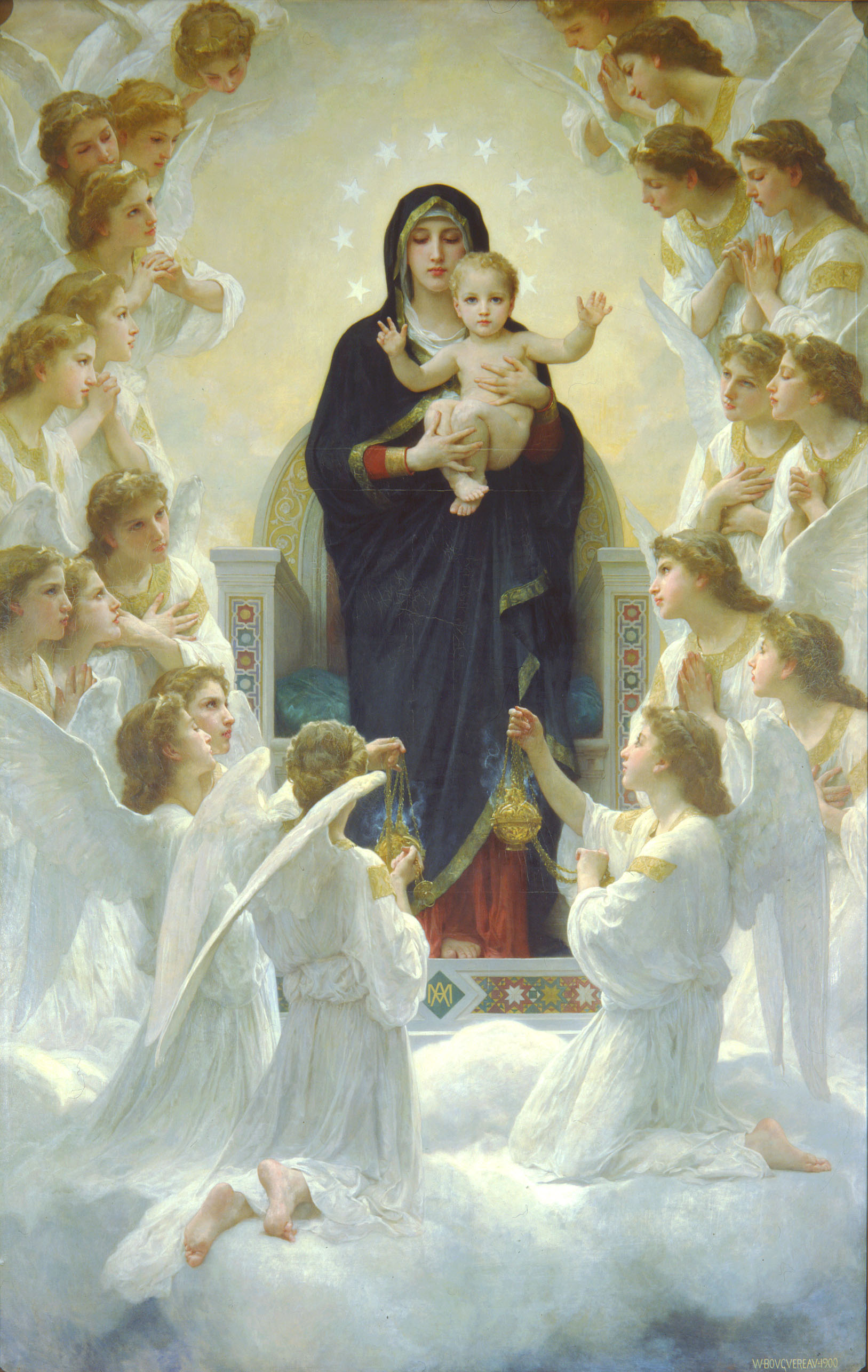
Regina Angelorum, 1900
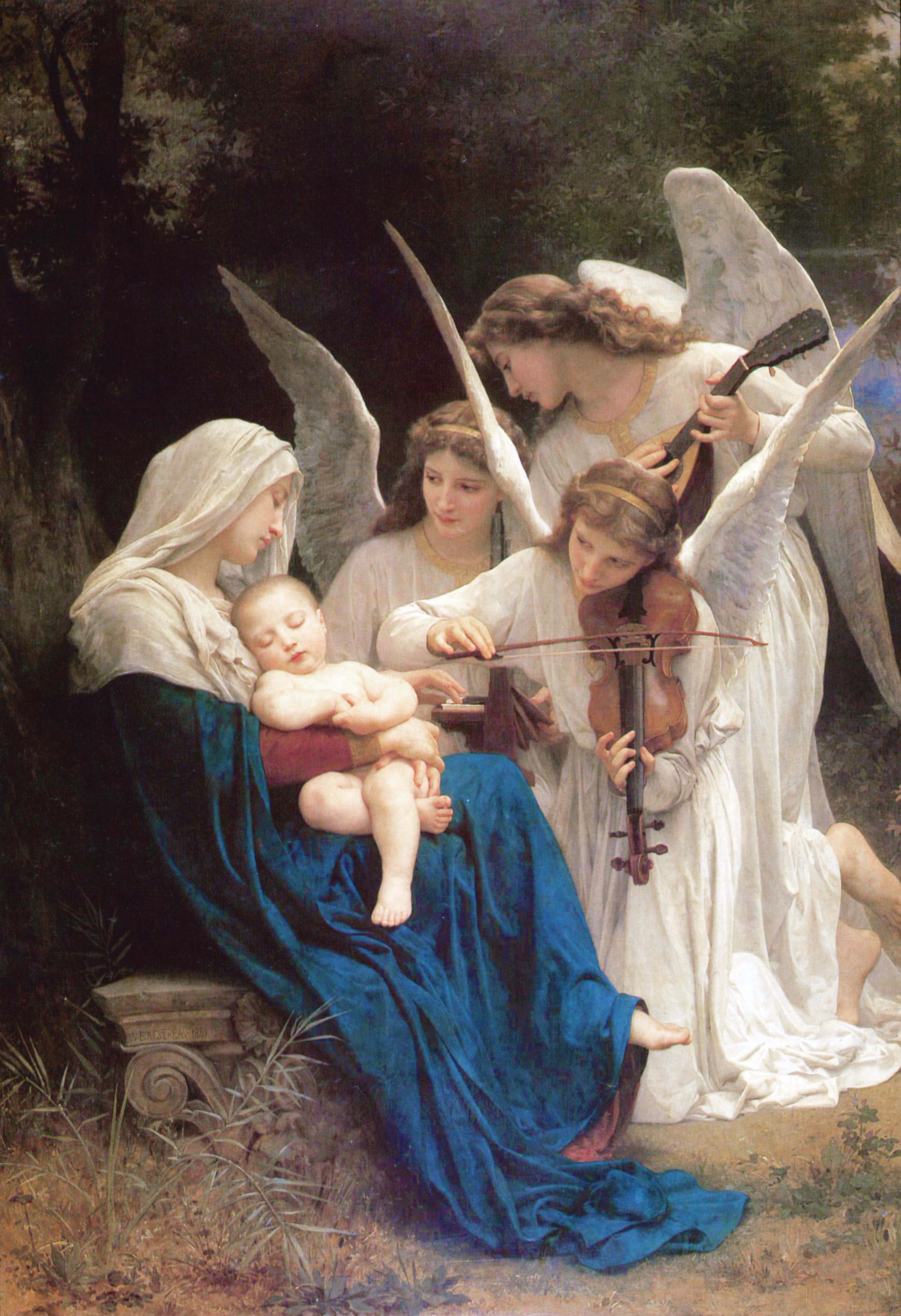
La Virgen con ángeles, 1881
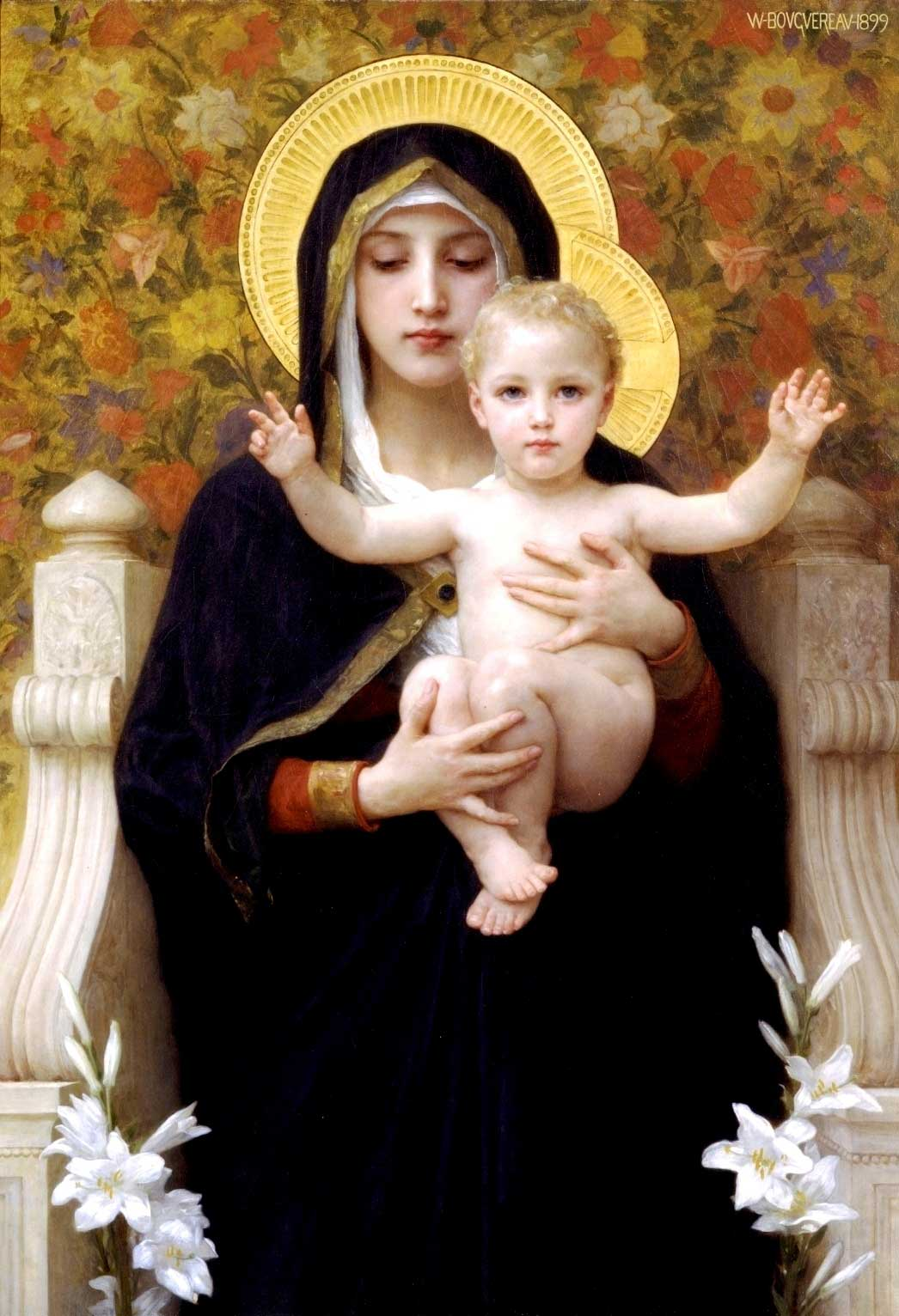
La Virgen de los lirios, 1899
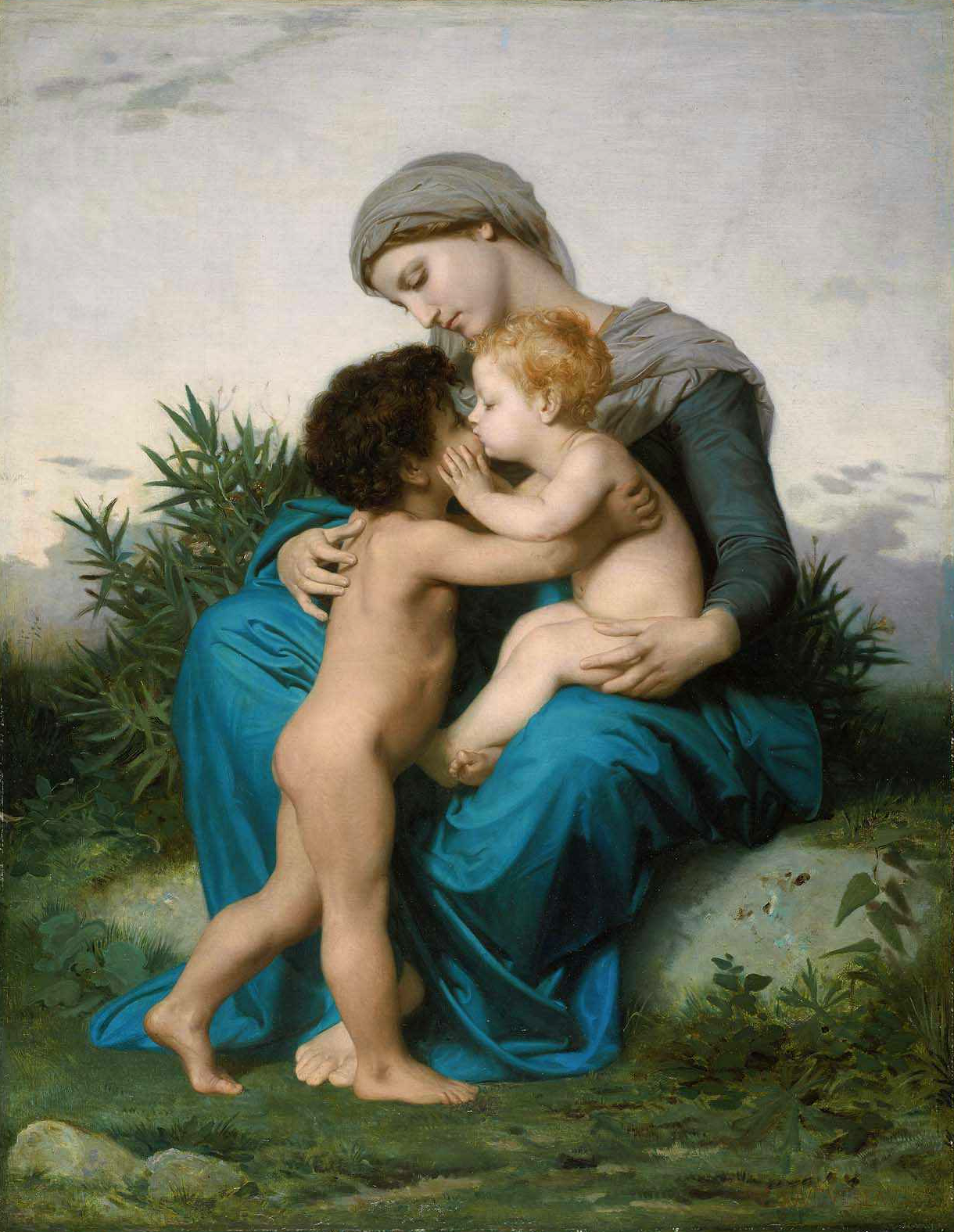
Amor fraternal, 1851
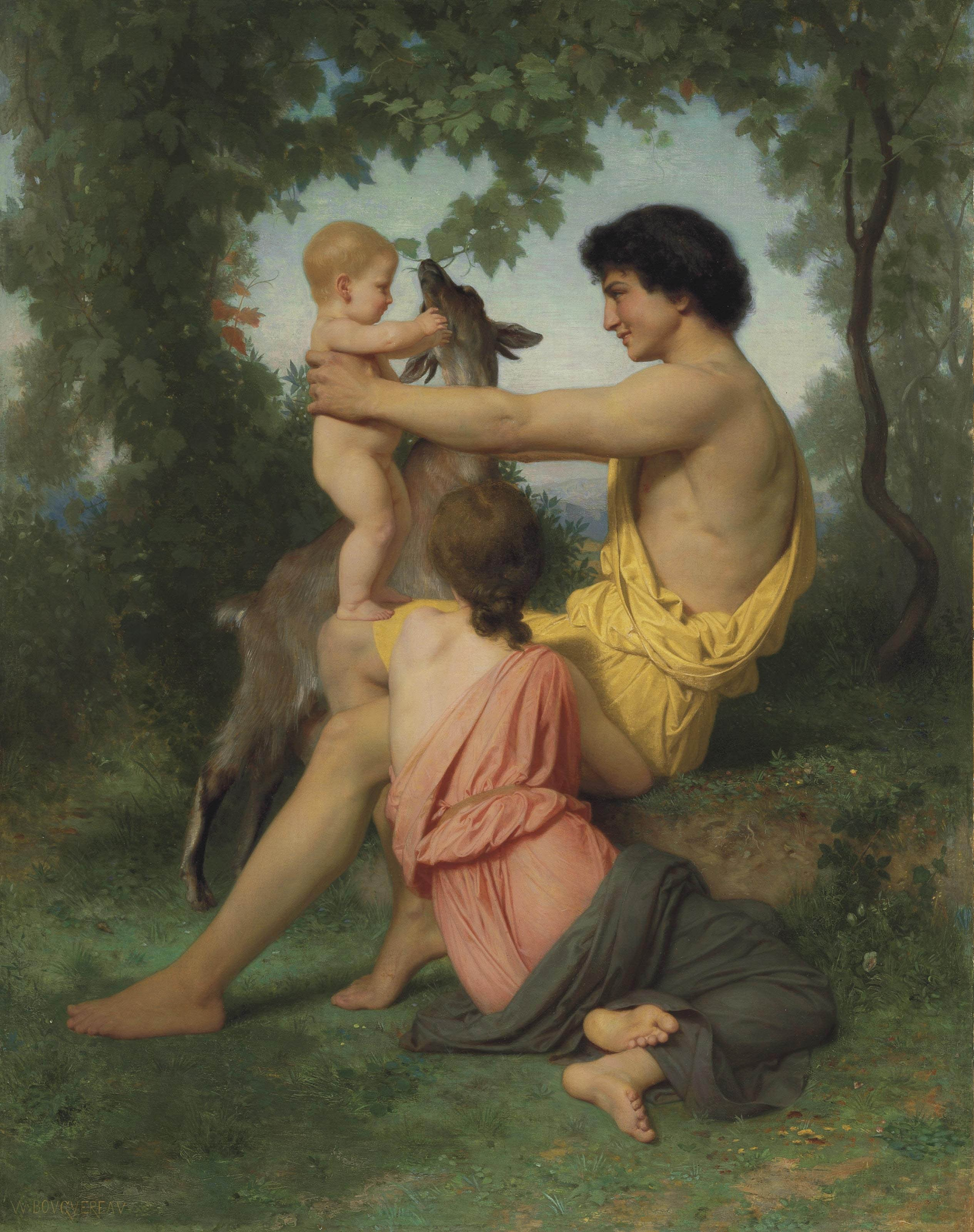
Idilio, familia antigua, 1855
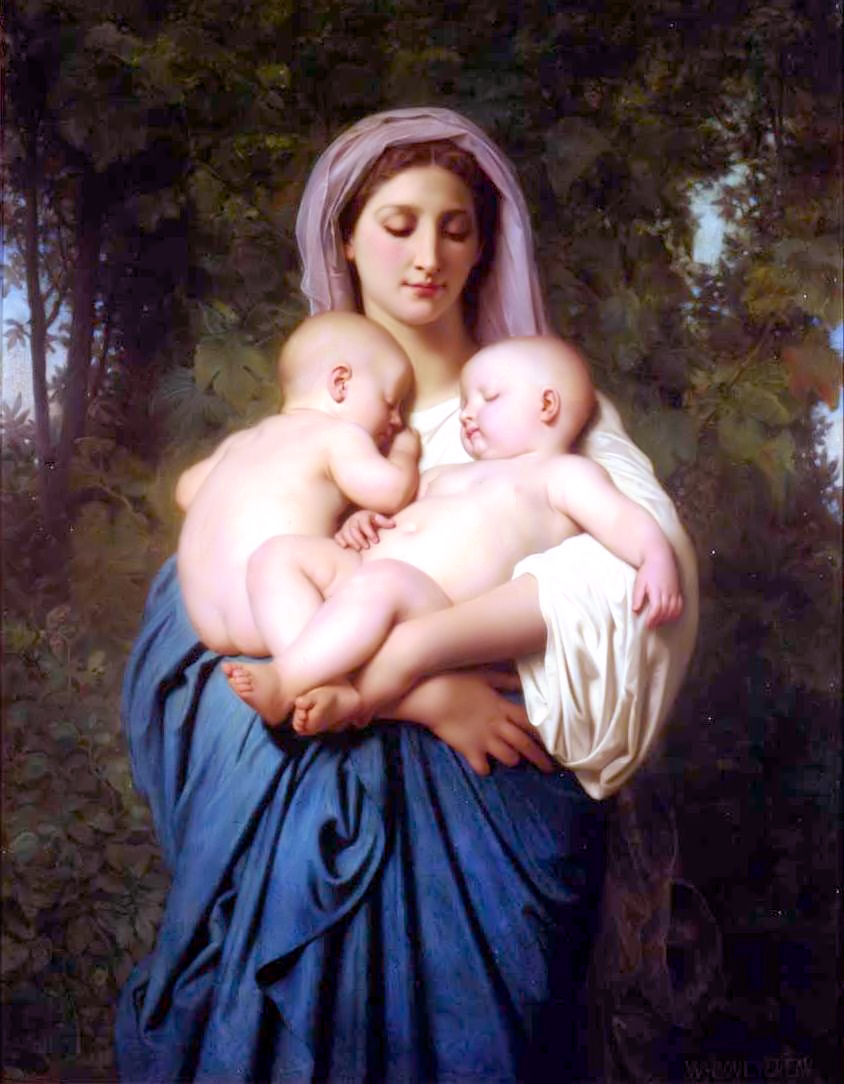
La Caridad, 1859
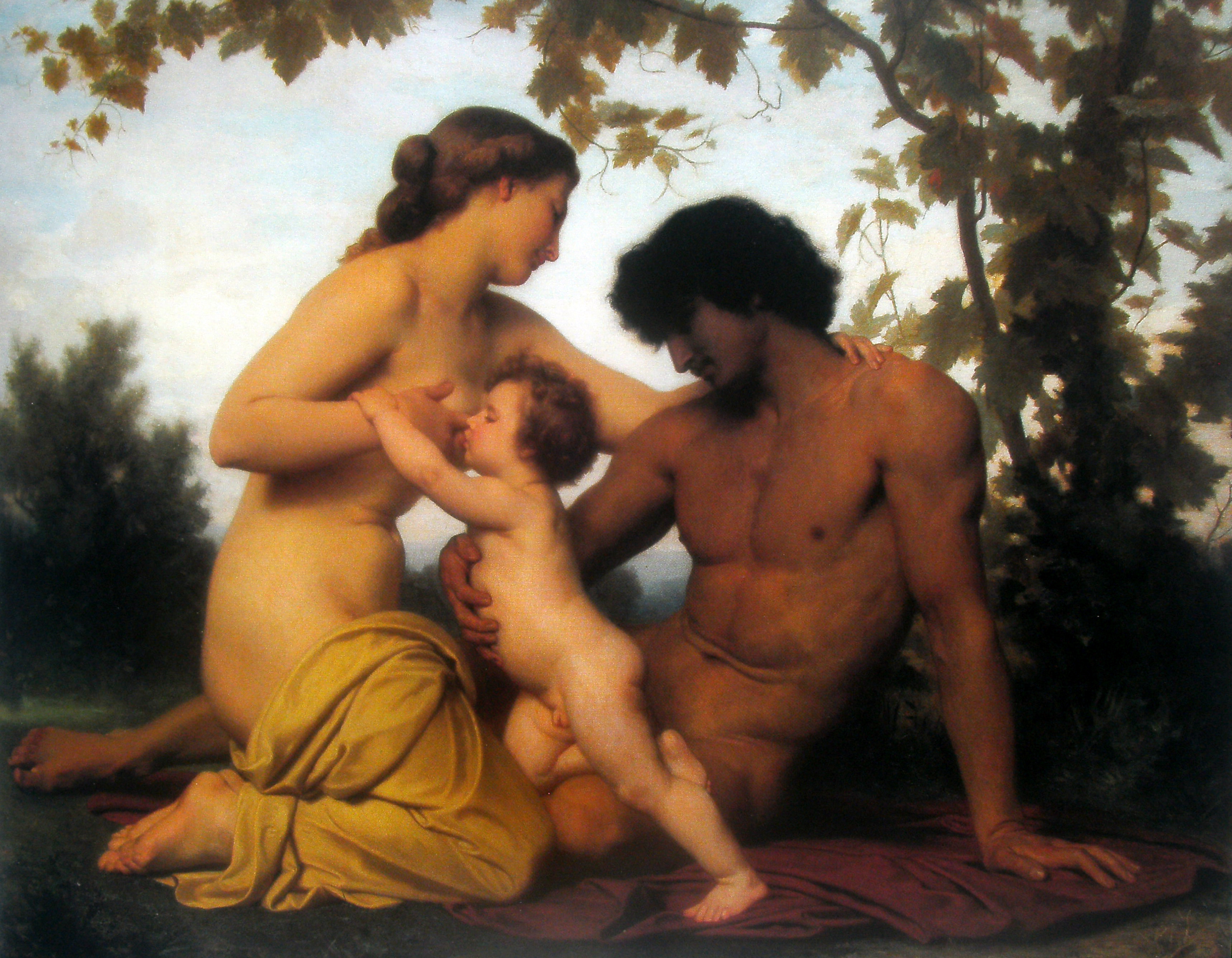
La Edad de Oro, 1863
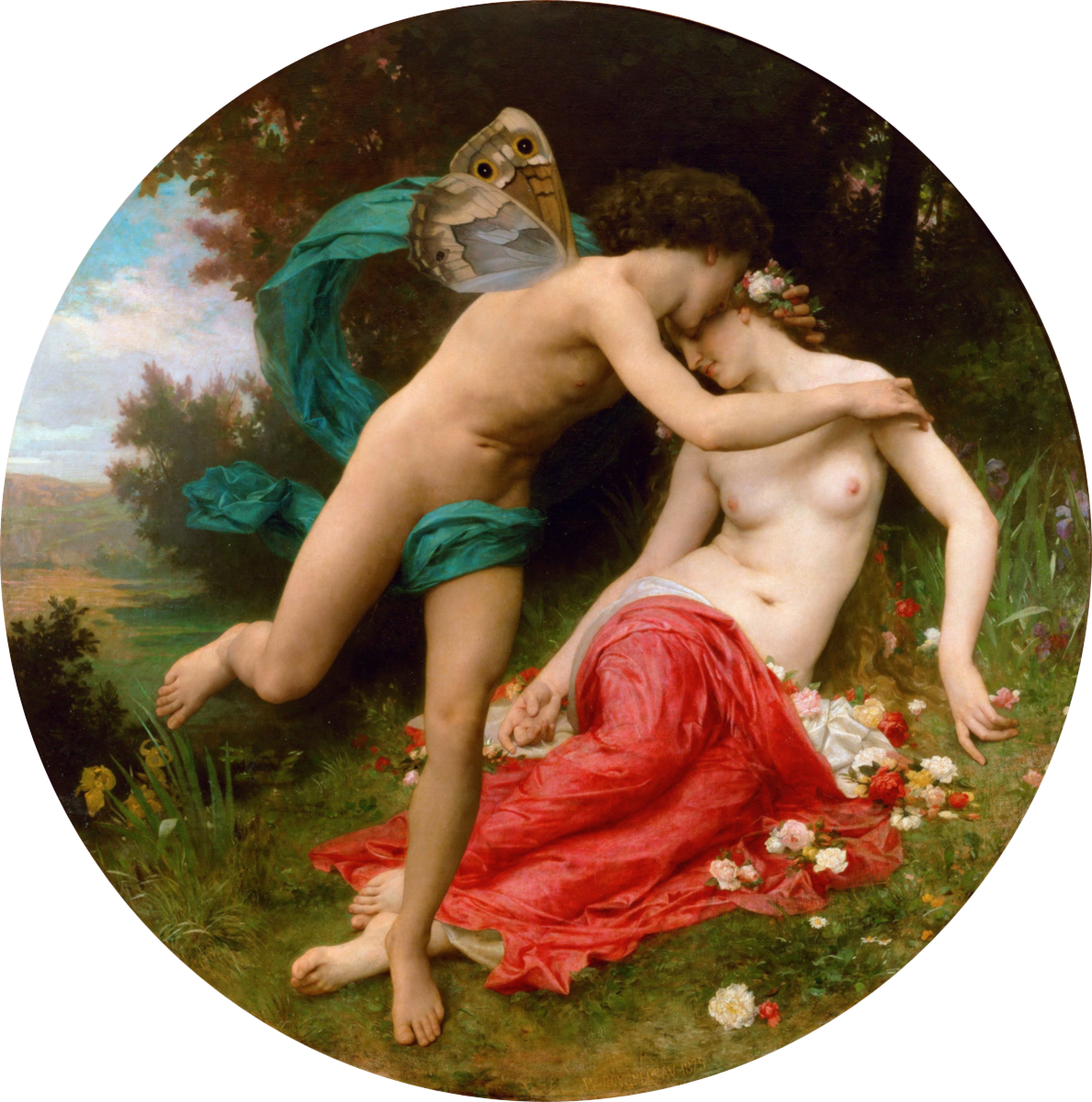
Flora y Céfiro, 1875
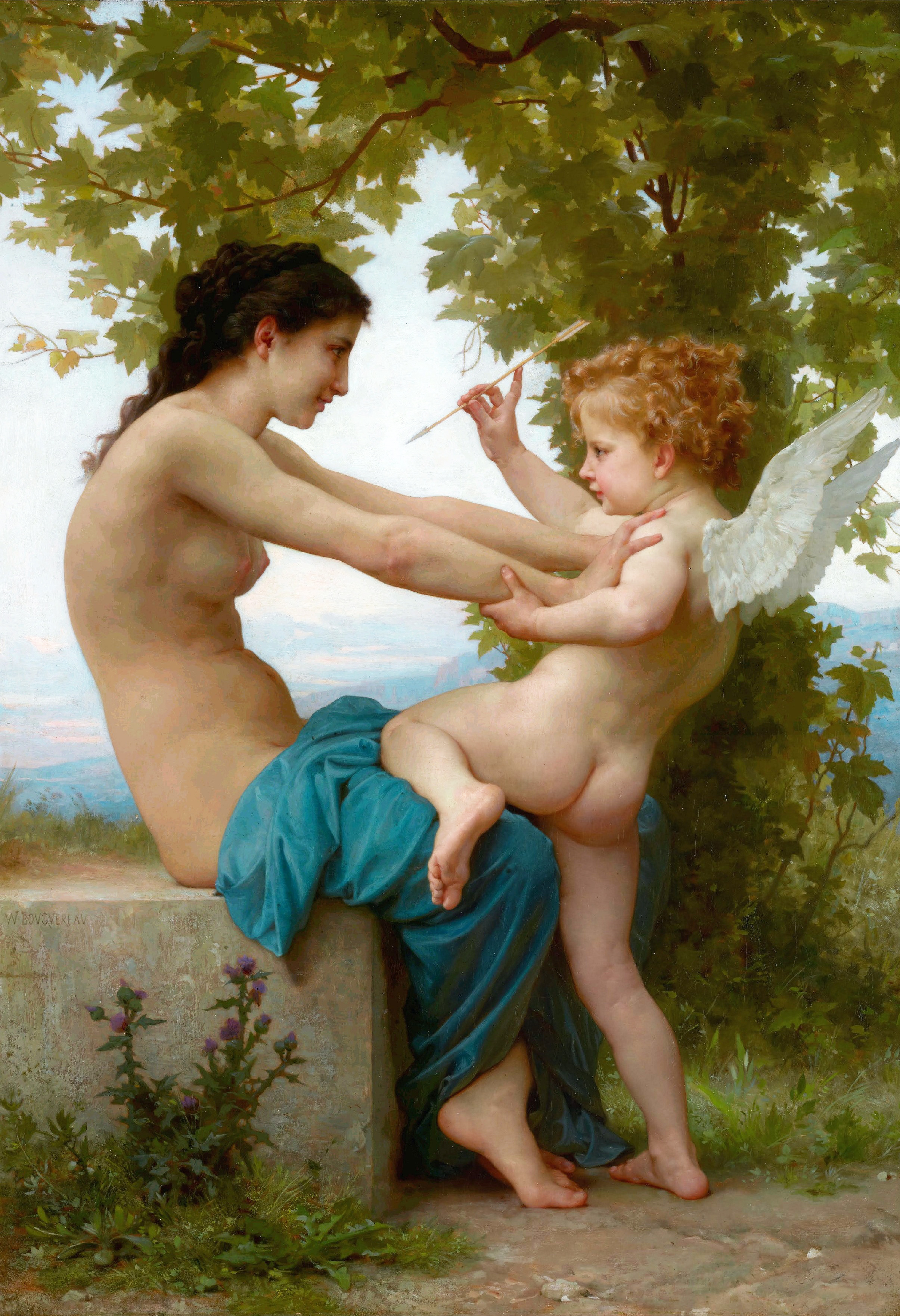
Muchacha defendiéndose del Amor, 1880
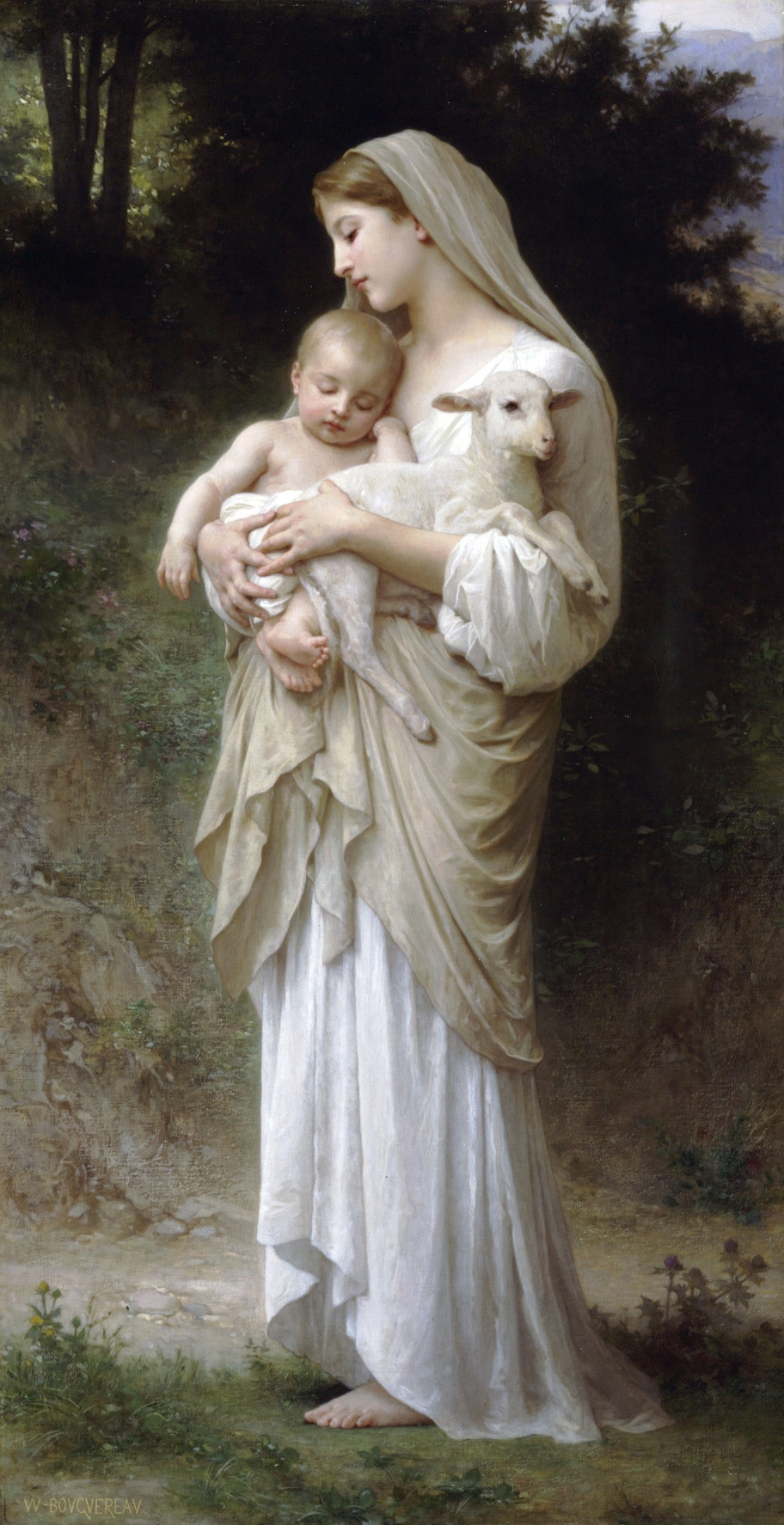
La Inocencia, 1893
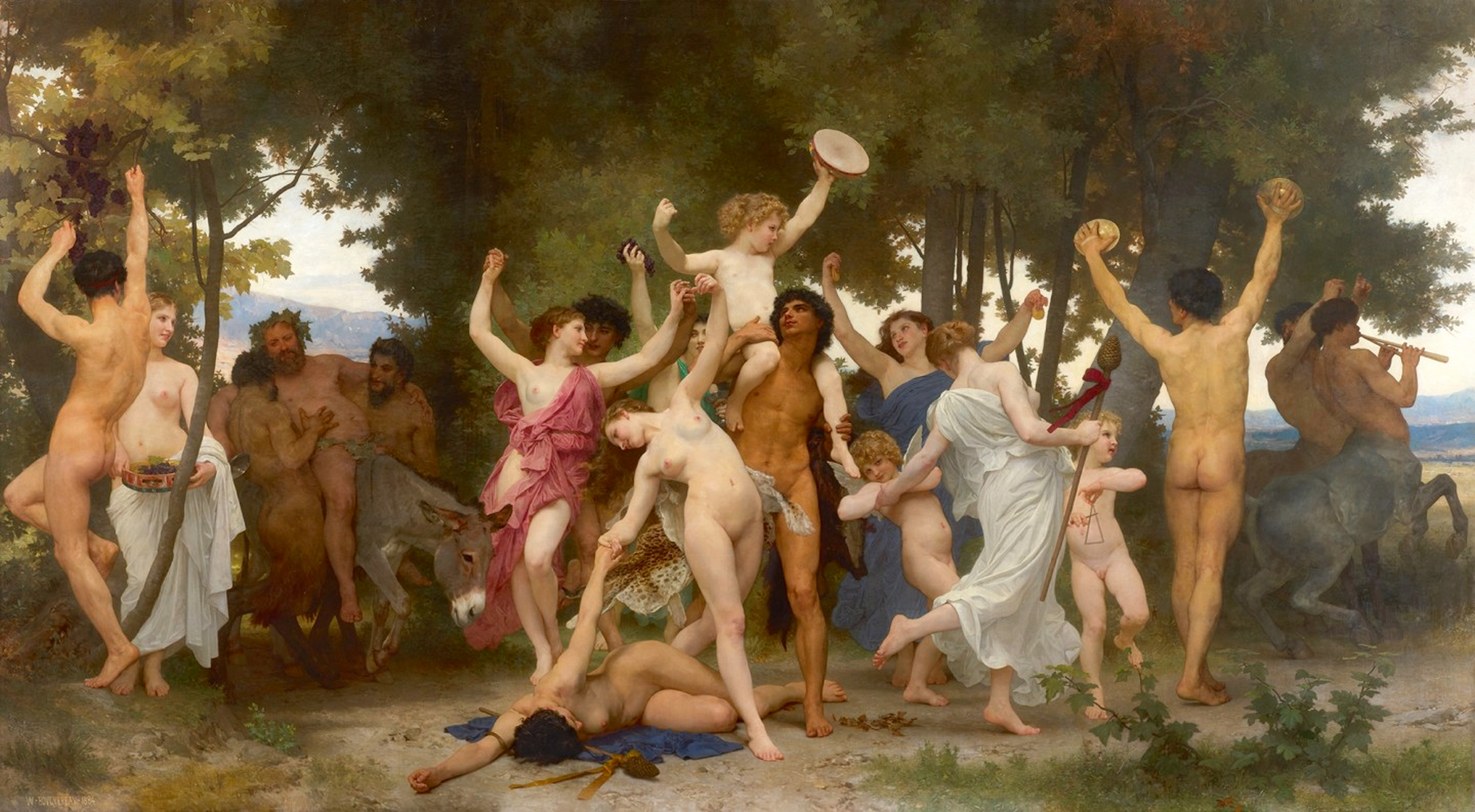
La juventud de Baco, 1884